# 向红琼
向红琼（1958年11月—），贵州余庆人。女，苗族。1974年11月参加工作，1982年7月加入中国共产党。贵州农学院植保系植保专业毕业，西北农业大学植保系硕士研究生，华南农业大学资源与环境学院植物病理学专业博士研究生。
2000年7月，任贵州大学农学院植保系副主任。2002年6月，任六盘水市人民政府副市长（其间：2005年7月至2005年12月，挂职任中国工商银行个人金融业务部副总经理；2007年5月至2008年5月，挂职任中国长江三峡工程开发总公司科技与环境保护部副主任）。2008年6月，任贵州省气象局局长。2011年9月，任中共黔南布依族苗族自治州委副书记、代理州长（2012年2月当选州长）。2016年9月，任贵州省民族宗教事务委员会党组书记。同年11月，任贵州省民族宗教事务委员会主任。2017年2月，改任贵州省民族宗教事务委员会主任、党组副书记。2018年1月，任贵州省政协民族与宗教委员会主任。2022年1月，卸任退休。
2013年，当选第十二届全国人民代表大会贵州地区代表。
2022年3月17日，刚刚卸任贵州省政协民族与宗教委员会主任的向红琼因为涉嫌严重违纪违法，接受贵州省纪委省监委立案审查调查。同年8月25日，遭到开除党籍、开除公职处分。